# 'Round About Midnight
'Round About Midnight je studiové album amerického jazzového trumpetisty Milese Davise, vydané v březnu 1957 u vydavatelství Columbia Records. Jeho producentem byl George Avakian a jeho nahrávání začal v říjnu 1955 a pokračovalo v červnu a září následujícího roku.

## Seznam skladeb
| Pořadí         | Název              | Autor                            | Délka |
| -------------- | ------------------ | -------------------------------- | ----- |
| 1.             | 'Round Midnight    | Thelonious Monk, Cootie Williams | 6:00  |
| 2.             | Ah-Leu-Cha         | Charlie Parker                   | 5:55  |
| 3.             | All of You         | Cole Porter                      | 7:05  |
| 4.             | Bye Bye Blackbird  | Ray Henderson                    | 7:59  |
| 5.             | Tadd's Delight     | Tadd Dameron                     | 4:33  |
| 6.             | Dear Old Stockholm | tradicionál, aranžmá Stan Getz   | 7:55  |
| Celková délka: | Celková délka:     | Celková délka:                   | 38:47 |

## Obsazení
- Miles Davis trubka
- John Coltrane – tenorsaxofon
- Red Garland – klavír
- Paul Chambers – kontrabas
- Philly Joe Jones – bicí